# کامالا خان
خانم مارول با نام واقعی کامالا خان (به انگلیسی: Kamala Khan) یک شخصیت خیالی ابرقهرمان در کتاب‌های کمیک آمریکایی منتشر شده توسط مارول کامیکس است. خانم مارول توسط ویراستاران سانا امانات و استفان واکر، نویسنده جی. ویلو ویلسون ، و تصویرگران آدریان آلفون و جیمی مک کلوی ساخته شده‌است؛ خانم مارول اولین شخصیت مسلمان مارول است که سری کمیک اختصاصی خود را دارد. خانم مارول اولین بار در کاپیتان مارول شماره ۱۴ (اوت ۲۰۱۳) قبل از تبدیل شدن به شخصیت اصلی در مجموعه انفرادی خانم مارول، که در فوریه ۲۰۱۴ آغاز به کار کرد، حضور پیدا کرد.
در دنیای مارول، خان نوجوان است و یک آمریکایی پاکستانی تبار از جرزی سیتی، نیوجرسی با توانایی‌های دگرپیکری است که در داستان "ناانسانی" می‌فهمد که او از گونه نا انسان ها است و پس از این داستان او به عنوان خانم مارول شناخته می‌شود. او ایدول کارول دنورز است و پس از دنورز تبدیل به خانم مارول می‌شود. اعلام مارول مبنی بر اینکه یک شخصیت مسلمان می‌تواند یک سری کمیک داشته باشد، با واکنش گسترده‌ای روبرو شد و جلد اول خانم مارول برنده جایزه هوگو برای بهترین داستان گرافیکی سال ۲۰۱۵ شد.
از روی این شخصیت یک سریال اختصاصی به عنوان بخشی از فاز 4 مارول با بازی ایمان ولانی در نقش خانم مارول از دیزنی+ پخش شده است.